# سیارک ۲۴۹۱۶
سیارک ۲۴۹۱۶ (به انگلیسی: 24916 Stelzhamer، نامگذاری:1997EK11) بیست و چهار هزار و نهصد و شانزدهمین سیارک کشف شده‌است که در ۷ مارس ۱۹۹۷ کشف شد.
قدر مطلق سیارک برابر ۷.۱ است.